# Adrian de Wrede
Adrian de Wrede (* im 16. Jahrhundert; † 4. Februar 1599 in Grandvillier/Frankreich) war Domherr in Münster.

## Leben
Die Abstammung des Adrian de Wrede ist nicht bekannt. Im Jahre 1588 wurde er nach dem Verzicht des Domherrn Adolf von Raesfeld präbendiert und ging anschließend zu einem Studium nach Frankreich. Er starb hier und wurde auch hier bestattet. Es entstand ein Streit darüber, wem diese Präbende zusteht. Deswegen verhandelte das Domkapitel am 7. Juni 1599. Der Turnar nahm Adrians Präbende in Anspruch, da weder der Papst noch der Bischof hierfür Provisionen vorgenommen hatten. So nominierte er Otto von Dorgelo, der Domherr in Osnabrück war. Dieser nahm die Präbende am 15. Juni in Besitz.